# Jiří Hnilica
Jiří Hnilica (* 3. října 1978, Praha) je český historik, pedagog, kulturní diplomat a publicista, specializující se na kulturní, sociální a politické dějiny 20. a 21. století, česko-francouzské vztahy, otázky vzdělanosti, dějiny krajiny, kulturní diplomacii a otázky soudobé kultury. Vyučuje na Pedagogické fakultě Univerzity Karlově v Praze je autorem monografií, odborných i popularizačních článků. Mezi lety 2018 a 2024 vedl České centrum v Paříži.

## Život
Jiří Hnilica vyrůstal v pražských Nuslích, zčásti v moravských Oldřichovicích nedaleko Zlína a v jihočeském Táboře. V roce 1996 maturoval na Gymnáziu Opatov v Praze. V roce 2004 absolvoval magisterské studium oboru dějepis a pedagogika na Pedagogické fakultě Univerzity Karlovy. V rámci studia strávil rok (2002-2003) na Université de Perpignan ve Francii, kde pokračoval ve studiu dějin umění a historie. Díky stipendiu francouzské vlády absolvoval doktorské studium pod dvojím vedením, v roce 2012 obhájil na pařížské Sorbonně dizertaci na téma role Francie ve formování československých elit v letech 1900–1950. Zapojil se také do odborné a badatelské činnosti Francouzského ústavu pro výzkum ve společenských vědách (CEFRES) v Praze.
Hnilica začal svou profesní dráhu na Pedagogické fakultě Univerzity Karlovy, kde působil jako odborný asistent, později jako vedoucí na Katedře dějin a didaktiky dějepisu (2009-2016). V roce 2016 se habilitoval v oboru českých a československých dějin. Mezi lety 2018-2024 vedl České centrum v Paříži, kde se zaměřil na kulturní diplomacii a propagaci české kultury ve Francii.
Žije mezi Českou republikou a Francií.

## Badatelská a publikační činnost
Těžištěm Hnilicovy badatelské činnosti byly na první místě česko-francouzské vztahy 20. století. Samostatné knihy věnoval dějinám Francouzského institutu v Praze a historii českých středoškolských sekcí v Dijonu a v Nîmes. Monografie Fenomén Dijon: Století českých maturit ve Francii (2017) je první syntézou česko-francouzských kulturních vztahů 20. století na pozadí nejdéle fungující české vzdělávací instituce v zahraničí. Původní zájem rozšířil obecněji na otázku vzdělávání, dějin vzdělanosti a soudobé otázky dějepisné výuky. Inicioval a spoluorganizoval mezioborová sympozia na témata jako Dramatizace dějin, Učitelé na cestách, Dějiny jako příběh a obraz. To ho přivedlo mimo jiné k osobě výjimečného učitele Eduarda Štorcha. Francouzské inspirace v uvažování o průsečících mezi historií a geografií ho naopak nasměřovaly k uvažování o krajině jako pramenu poznání současnosti.

## Tisk a rozhlas
Jiří Hnilica spolupracuje dlouhodobě s francouzskou redakcí Radia Prague International a s francouzským rozhlasem France Culture. Věnuje se oblasti česko-francouzských vztahů a české kultuře a literatuře. Účastnil se pořadů mimo o jiné Bohumilu Hrabalovi či Emilu Zátopkovi. O českého fenomenálního sportovce narostl zájem v době pařížských olympijských her v létě 2024.
Pro kulturní magazín UNI připravuje sérii článků s názvem "Francouzské delikatesy" o současném francouzském umění. Novinky ze světa francouzské kultury a literatury připravuje také do Deníku N a časopisu Čtenář.

## Ocenění
Dne 31. ledna 2023 mu byl za přínos francouzské kultuře udělen titul Rytíře akademických palem.

## Publikace
- HNILICA Jiří, Un rêve tchèque en France. L'histoire centenaire de la scolarité des lycéens tchèques à Dijon, Nîmes et Saint-Germain-en-Laye, Praha, Association des anciens élèves des sections tchèques et tchécoslovaques de Dijon, de Nîmes et de Saint-Germain-en-Laye, 2018. 167p. ISBN 978-80-270-4539-6.
- HNILICA Jiří, Fenomén Dijon. Století českých maturit ve Francii. Praha, Karolinum, 2017, 510s. ISBN 978-80-246-3514-9.
- HNILICA Jiří, Les nouvelles élites tchécoslovaques. Une formation française (1900-1950). Paris, Institut d'études slaves, 2015, 404s. ISBN 978-2-7204-0536-5.
- HNILICA Jiří, Francouzský institut v Praze 1920-1951. Mezi vzděláním a propagandou. Praha, Karolinum 2009, 238 s. ISBN 978-80-246-1663-6.
- MARÈS Antoine – HNILICA Jiří (dir.), La France et l ́Europe centrale. La construction des savoirs réciproques à travers l’enseignement. Pardubice: Univerzita Pardubice, 2017, 202s. ISBN 978-80-7560-110-0.
- HNILICA Jiří, La Montagne blanche – Nos défaites célèbres, Batailles : Une histoire des grands mythes nationaux (Isabelle Davion a Beatrice Heuser dir.), Paris, Belin, 2020, s. 185-197.  ISBN 978-2-410-01696-3
- HNILICA Jiří, „Les commémorations de 1918 en Tchécoslovaquie“, in: „Mémoires et usages de 1918 dans l'Europe médiane“, (Antoine Marès dir.), Institut d´études slaves, Paris, 2020, s. 161-172. ISBN 978-2-7204-0567-9
- HNILICA Jiří – MIKESKA Tomáš, „L´Europe vue de son centre“, la dimension européenne dans l´enseignement en République tchèque, in: "L'enseignement de l'Europe et de l'Union européenne à l'école. Etudes comparées et expériences croisées. (Mauve Carbonell – Nathalie Rezzi dir.), L´Harmattan, Paris, 2019, s. 131-147. ISBN 978-2-343-17115-9
- HNILICA Jiří, Inspirace historické geografie ve školním dějepisu. In: KOHNOVÁ Jana –Barbora HOLUBOVÁ (eds.), Demokracie versus Identita? Soubor statí. Praha, Vydavatelství Pedagogické fakulty Univerzity Karlovy, 2017, s. 61-74. ISBN 978-80-7290-948-3.
- HNILICA Jiří, „Dráhy dějin“ Eduarda Štorcha, Marginalia historica roč. 7, 2016, č. 2, s. 43-70, ISSN 1804-5367.
- HNILICA Jiří, Vůdce k úspěchu aneb Český amerikanism, in: Meziválečná školská reforma v Československu (M. Pánková, D. Kasperová, T. Kasper a kol.), Praha, Academia, NPMJAK, 2015. ISBN 978-80-200-2496-1.
- HNILICA Jiří, Knihovna Francouzského institutu v Praze v průběhu 20. století, Marginalia historica 5, 2014, č. 2, s. 65-90. ISSN 1804-5367.
- HNILICA Jiří, Císař v Praze. Napoleon ve francouzských diplomatických službách po roce 1918, Napoleonské války v české historické paměti a v paměti regionu, (éd. ZEMANOVÁ M., ZEMAN V.), Ústí nad Labem, 2014, s. 177-185.
- HNILICA Jiří, Francouzský slavista Jules Legras a jeho (znovu)objevený deník, Slovanský přehled, 2/2014, s. 247-269.
- HNILICA Jiří, Budování «socialistické» školy a «imperialistické» jazyky, Marginalia historica, roč. 3, 2012, č. 2, s. 39-48. ISSN 1804-5367.
- HNILICA, J. O optimismu, realismu, pověrách, pravdách a věčných i zhroucených iluzích. Návraty ze SSSR. Cesty a návraty v dějinách, Acta historica universitatissilesianaeopaviensis. 2010, 3, s. 143-162. ISSN 1803-411X.
- HNILICA Jiří, Chutnávalo Čechům ve Francii? Aneb o francouzské kuchyni očima našich předků. Hnilica, Jiří. Dějiny a současnost. Kulturně historická revue. 29, č. 4, (2007,) s. 16-19.